# Schleswig-Holsteiner Küche

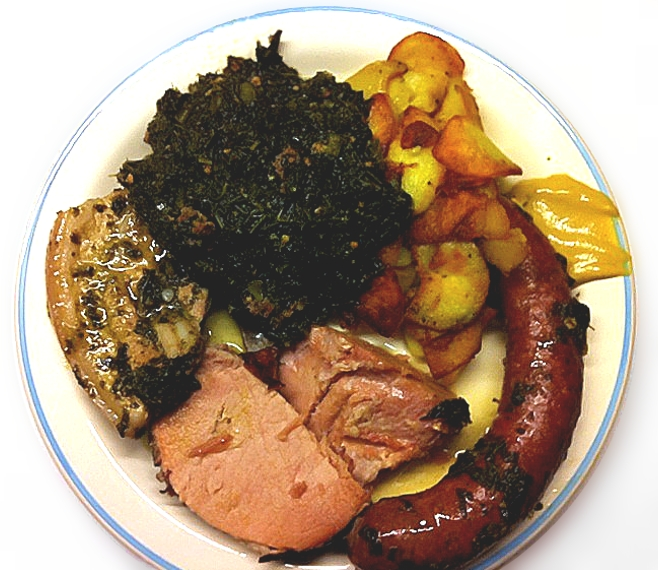
Ein typisch schleswig-holsteinisches Gericht ist Grünkohl mit Kassler, Kochwurst, Schweinebacke, „süßen“ (leicht karamellisierten) Bratkartoffeln und Senf.

Die Schleswig-Holsteinische Küche ist eine Teilküche der Deutschen Küche. Im Land Schleswig-Holstein werden die Einflüsse sowohl aus dem niedersächsischen wie auch dem dänischen oder dem friesischen Bereich spürbar. Die Nähe zum Meer ebenso wie das eher raue Klima spielten eine Rolle dabei, welche Grundsubstanzen überhaupt zur Verfügung standen.

## Bekannte Gerichte
Eines der bekanntesten Gerichte in Schleswig-Holstein ist Birnen, Bohnen und Speck. Daneben sind  Grünkohl mit Kasseler, „Kochwurst“ (eigentlich geräucherte Mettenden) und Schweinebacke, Saure Rolle oder Rote Grütze (gern mit flüssiger Sahne) weit verbreitet. Weitere traditionelle Gerichte sind Labskaus, Mehlbüdel, Schnüüsch, Rübenmalheur, Holsteiner Rübenmus, Holsteiner Sauerfleisch, Fliederbeersuppe, Swattsuer, Buttermilchsuppe mit Klüten, Grünkohlsuppe oder Brotpudding und an der Westküste Dithmarscher Mehlbeutel, Großer Hans und Nordseekrabben, seit dem späten 19. Jahrhundert auch Kohl. Gemüse wird oft mit einer Butter-Mehl-Sauce als Gestovtes Gemüse zubereitet. In Eiderstedt werden als Beilage zur Sauren Rolle traditionell aus Steckrüben zubereitete Gestovte Rüben gereicht. In der Region um Elmshorn sind Graue Erbsen ein Gericht mit langer Tradition. Einen besonderen Stellenwert haben Milch- und Fleischprodukte. Holtsee-Käse ist eine Spezialität, ebenso wie Holsteiner Katenschinken. Auch Fisch spielt an der Ostküste eine große Rolle. Besonders Maischollen, Heringe oder Kieler Sprotte sind landestypisch, als typisches Silvestergericht auch gekochter Karpfen. Zum Dessert bekommt man mancherorts Vanilleeis mit Friesischer Bohnensuppe.
Gerade aus der bäuerlichen Küche sind viele Gerichte seit der Mitte des 20. Jahrhunderts zunehmend in Vergessenheit geraten. Hierzu zählen Errötendes Mädchen sowie Mädchenröte als Desserts, Förtchen, Futtjes, Munkmarscher Muscheltopf, Kalbfleischpudding oder gefüllte Schweinebrust, eines der vielen Fleischgerichte mit süßen Beilagen.

## Geschmackliche Besonderheiten

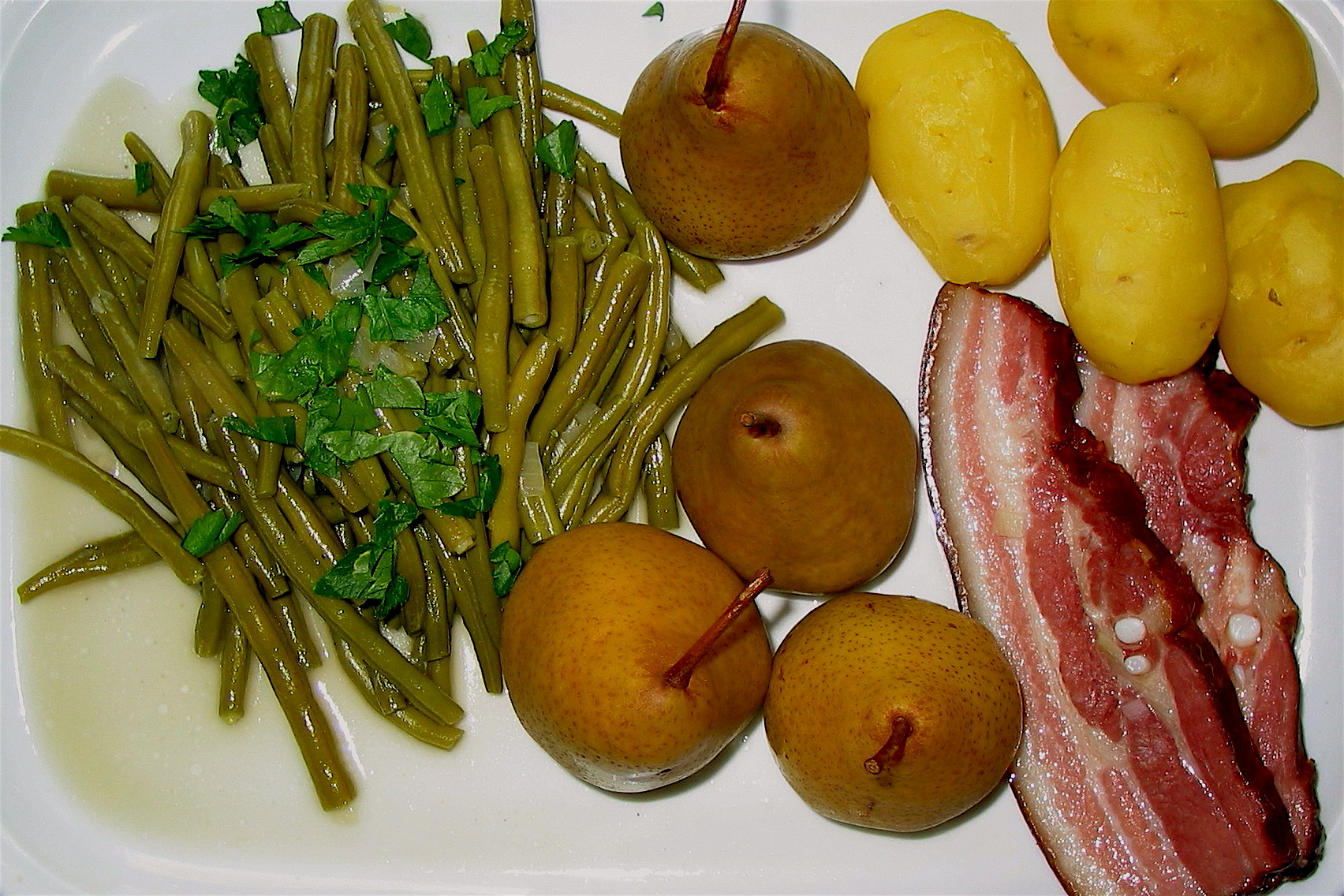
Süße und deftige Bestandteile im Broken sööt ergeben einen für die Schleswig-Holsteiner Küche typischen Geschmackskontrast

Die Vorliebe dieser Regionalküche, die Süße einer Speise mit einem geschmacklichen Kontrast wie sauer oder salzig zu kombinieren, wird auch als Broken sööt (Gebrochene Süße) bezeichnet. Üblich ist vor allem die Geschmackskombination söötsuur (süßsauer).
Typische Gerichte, die den Broken-sööt-Geschmack bereits durch die Zubereitungsart erhalten, sind Göösküül söötsuur, die süßsaure Gänsekeule, das Holsteiner Sauerfleisch und das süßlich angemachte Rübenmalheur. Auch durch die Verbindung stark gesalzener und darum würziger Fleischgerichte mit süßen Beilagen entsteht dieser Geschmackseindruck. Zu den im norddeutschen Raum bekanntesten Gerichten dieser Art zählt der Eintopf aus Birnen, Bohnen und Speck, der die Süße der Kochbirnen mit der deftigen, fetthaltigen Speckbrühe vermengt. Ebenso findet sich Brooken sööt beim Grünkohl, der durch langes Schmoren mit Kochwurst bzw. Pinkel, Kasseler und Schweinebacke ein kräftiges Fleischaroma annimmt und mit karamellisierten Röstkartoffeln serviert wird, gegebenenfalls auch mit Streuzucker zum Nachsüßen bei Tisch.
Die Süße der Gerichte rührt häufig von Backpflaumen oder Rosinen her, die nicht nur mit gestoßenem Zwieback zur Füllung von gebratenem Geflügel dienen, sondern auch zu gebratenem Fisch und zur Schweinerippe gereicht werden, zur Hühnersuppe wie zur Rinderbrühe. Desgleichen kennt die Regionalküche Fruchtsaucen und Kompott als Beilage zum Bratfisch.

## Getränke
Neben den allgemein üblichen Getränken sind in Schleswig-Holstein Schnäpse wie Korn und Köm zum Bier beliebt; ein kleines Bier und einen Schnaps bestellt man gern als Lütt un Lütt („Klein und Klein“).
Heiße Spezialitäten sind „Tote Tante“, anderenorts als Lumumba bekannt, sowie der Pharisäer. In Angeln trinkt man Angler Muck, ein punschartiges Getränk.

## Veranstaltungen
Bekannteste Veranstaltung mit Schwerpunkt Schleswig-Holsteiner Küche ist das 1987 gegründete Schleswig-Holstein Gourmet Festival, das älteste Gourmetfestival Deutschlands, bei dem prominente Gastköche für ihre Menues regionale Produkte verwenden.  